# Neothyone schistaceoplagiata
Neothyone schistaceoplagiata är en fjärilsart som beskrevs av Rothschild 1913. Neothyone schistaceoplagiata ingår i släktet Neothyone och familjen björnspinnare. Inga underarter finns listade i Catalogue of Life.